# 东城街道 (利川市)
东城街道，是中华人民共和国湖北省恩施土家族苗族自治州利川市下辖的一个乡镇级行政单位。

## 行政区划
东城街道下辖以下地区：
关东社区、理智坳良种场社区、王家湾村、新桥村、杨柳村、长堰村、下坝村、杉木村、交椅台村、白鹊山村、土桥村、求男台村、笔架山村、城隍村、马桥村、理智村、太坪村、内坪村和岩洞寺村。